# Órbita heliocêntrica
Uma órbita heliocêntrica é uma órbita ao redor do Sol. No nosso Sistema Solar todos os planetas, cometas e asteróides encontram-se neste tipo de órbita, bem como muitas sondas espaciais. No entanto, nem todos os corpos celestes deste sistema se encontram neste tipo de órbita, como é o caso da Lua, por exemplo, que descreve uma órbita geocêntrica (ou seja, em torno da Terra).